# Hugo Salazar
Hugo Salazar († 1996) war ein mexikanischer Fußballspieler auf der Position des Torwarts.

## Laufbahn
Salazar stand in den frühen 1980er Jahren als zweiter Torhüter hinter dem argentinischen Stammtorwart Héctor Zelada beim Club América unter Vertrag. Somit gehörte er zum Kader der Meistermannschaft des Club América, der in den Spielzeiten 1983/84 und 1984/85 zweimal in Folge die mexikanische Fußballmeisterschaft gewann. Während Salazar in der Saison 1983/84 immerhin achtmal eingesetzt wurde, kam er in der Saison 1984/85 nur zu einem einzigen Einsatz.
Seinen größten Einsatz hatte er aber erst bei seiner nächsten Station UANL Tigres, als er am 31. März 1990 in einem Clásico Regiomontano im Stadion des Gegners einen von Missael Espinoza getretenen Strafstoß hielt und somit den 1:0-Erfolg der Tigres beim Nachbarn CF Monterrey sicherte. Doch in seiner nächsten Saison (1990/91) bei den Tigres war Salazar wieder Ersatztorhüter eines Argentiniers, diesmal von Ángel Comizzo.

## Erfolge
- Mexikanischer Meister: 1983/84, 1985/85